# Tỉnh ca tỉnh Kemerovo
Tỉnh ca tỉnh Kemerovo (tiếng Nga: Гимн Кемеровской области, Gimn Kemerovskoi Oblasti), còn được gọi là "Tỉnh ca của Kuzbass" (tiếng Nga: Гимн Кузбасса, Gimn Kuzbassa) là tỉnh ca của tỉnh Kemerovo, một chủ thể liên bang của Nga. Bài hát được viết bởi Gennady Yurov, với nhạc sáng tác bởi Eugene Lugova. Nó được thông qua theo luật của tỉnh Kemerovo, vào ngày 25 tháng 12 năm 2002.

## Lời

### Tiếng Nga
| Ký tự Cyrill | Latinh hóa |
| --- | --- |
| Вы видите: горят огни в ночи, На землю небо звездное упало. Вы слышите: мелодия звучит, Поет земля восточнее Урала. Где города по берегам реки Тепла и света создают запасы, Ее добыли в шахте горняки - Рабочую мелодию Кузбасса. Припев: Мелодия, звучи с сердцами в лад. Мелодия, наш путь велик и труден. Земля открыла людям свой талант, И свой талант земле открыли люди! От пламени не прячем мы лица, Когда металл рождается в горниле. Натруженные руки кузнеца Мелодию надежно закалили. Она в пролетах заводских гремит, И поезда несут ее по трассам. Об отчем доме с нами говорит Рабочая мелодия Кузбасса. Припев Когда в предгорьях выпадет роса, Когда восходит солнце над долиной, Таежный шум и птичьи голоса В тон музыке могучей различимы. Распахнут мир дыханию весны, И ждет любовь назначенного часа. Вливается в напев родной страны Рабочая мелодия Кузбасса! Припев | Vy vidite: goryat ogni v nochi, Na zemlyu nebo zvezdnoye upalo. Vy slyshite: melodiya zvuchit, Poyet zemlya vostochneye Urala. Gde goroda po beregam reki Tepla i sveta sozdayut zapasy, Yeye dobyli v shakhte gornyaki - Rabochuyu melodiyu Kuzbassa. Pripev: Melodiya, zvuchi s serdtsami v lad. Melodiya, nash putʹ velik i truden. Zemlya otkryla lyudyam svoy talant, I svoy talant zemle otkryli lyudi! Ot plameni ne pryachem my litsa, Kogda metall rozhdayet·sya v gornile. Natruzhennyye ruki kuznetsa Melodiyu nadezhno zakalili. Ona v proletakh zavodskikh gremit, I poyezda nesut yeye po trassam. Ob otchem dome s nami govorit Rabochaya melodiya Kuzbassa. Pripev Kogda v predgorʹyakh vypadet rosa, Kogda voskhodit solntse nad dolinoy, Tayezhnyy shum i ptichʹi golosa V ton muzyke moguchey razlichimy. Raspakhnut mir dykhaniyu vesny, I zhdet lyubovʹ naznachennogo chasa. Vlivayet·sya v napev rodnoy strany Rabochaya melodiya Kuzbassa! Pripev |

### Dịch sang tiếng Việt
Bạn thấy: đám cháy bùng cháy vào ban đêm,
Bầu trời đầy sao đã rơi xuống Trái đất.
Bạn nghe thấy: một giai điệu vang lên,
Trái đất hát, ở phía đông của Ural.
Nơi thị trấn bên bờ sông dự trữ ấm áp và ánh sáng,
Được khai thác bởi các thợ mỏ trong hố -
Giai điệu công nhân của Kuzbass.
Điệp khúc:
Giai điệu, âm thanh đồng điệu với trái tim của chúng ta.
Giai điệu, con đường vĩ đại và khó khăn của chúng ta
Trái đất đã cống hiến cho con người tài năng của nó,
Và mọi người đã cống hiến tài năng của mình cho Trái đất!
Chúng ta không giấu mặt khỏi ngọn lửa,
Khi kim loại được sinh ra trong lò.
Bàn tay mệt mỏi của người thợ rèn được tiết chế với hy vọng bởi giai điệu.
Nó sấm sét với quy mô của các nhà máy,
Và các đoàn tàu mang nó trên đường ray.
Tại nhà của chúng ta, nó nói chuyện với chúng ta -
Giai điệu công nhân của Kuzbass.
Điệp khúc
Khi sương rơi trên sườn núi,
Khi mặt trời mọc trên thung lũng,
Âm thanh của taiga và tiếng chim có thể được phân biệt,
Giai điệu với âm nhạc hùng mạnh.
Thế giới được mở ra với hơi thở của mùa xuân,
Và chờ đợi tình yêu của giờ định mệnh.
Nó tham gia giai điệu với quê hương của chúng ta,
Giai điệu công nhân của Kuzbass!
Điệp khúc

## Điều lệ
Đoạn đầu tiên của bài hát có thể được phát như là một tỉnh ca ngắn. Tổng thời gian phát của cả bài là khoảng 2 phút.